# Опалково
Опалково (словен. Opalkovo) — поселення в общині Велике Лаще, Осреднєсловенський регіон, Словенія. 
Висота над рівнем моря: 584,9 м.